# Placerville (California)
Placerville es una ciudad ubicada en el estado estadounidense de California. Es la sede del condado de El Dorado. Según el censo de 2000 tenía una población de 9.610 habitantes y una densidad poblacional de 640,66 personas por km².
Se fundó en 1854 durante la Fiebre del oro de California, siendo durante esa época la tercera ciudad más poblada del estado después de San Francisco y Marysville.

## Geografía
Placerville se encuentra ubicada en las coordenadas 38°43′47″N 120°47′55″O / 38.72972, -120.79861. Según la Oficina del Censo, la ciudad tiene un área total de 15.0 km² (5.8 sq mi), de la cual toda es tierra.

## Demografía
Los ingresos medios por hogar en la localidad eran de $36.454 y los ingresos medios por familia eran $46.875. Los hombres tenían unos ingresos medios de $36.711 frente a los $28.095 para las mujeres. La renta per cápita para la localidad era de $19.151. Alrededor del 9.3% de las familias y del 12.1% de la población estaban por debajo del umbral de pobreza.